# Cacao (bordspel)
Cacao is een bordspel en designer game op basis van het leggen van tegels, waarbij het bord in de loop van het spel wordt gevormd. Cacao is ontworpen door Phil Walker-Harding. Het spel wordt gespeeld met 2 tot 4 spelers. Het spel kwam uit in 2015.
In Cacao zijn de spelers het hoofd van hun stam. Zij zetten hun mensen zo goed mogelijk aan het werk om cacaobonen te oogsten en te verkopen, water te halen voor irrigatie, goud te halen uit goudmijnen, en de goden te aanbidden. Uiteindelijk gaat het om de welvaart van de stam, uitgedrukt in goud.

## Spelmechanisme
Iedere speler heeft een eigen stapel met vierkante 'arbeiders-tegels' met vier arbeiders aan de randen. De tegels verschillen in de verdeling van de arbeiders (1-1-1-1, 0-1-2-1, 0-0-3-1 en 0-0-1-3). Het spel start met slechts twee jungle-tegels: een kleine markt en een kleine plantage. Daarnaast is er een gemeenschappelijke stapel met nog te plaatsen 'jungle-tegels', waarvan er twee al open liggen. Elke speler neemt drie arbeiders-tegels op hand.
Als een speler aan de beurt is legt hij een van zijn arbeiders-tegels tegen een of meer al gespeelde jungle-tegels. Als er daardoor twee arbeiders-tegels grenzen aan een lege plaats, mag nog een van de jungle-tegels worden geplaatst. Vervolgens gaan de arbeiders aan het werk:
- naast een plantage oogsten ze cacaobonen, en leggen die in hun voorraadschuur
- naast een markt mogen ze cacaobonen uit de voorraadschuur verkopen tegen de prijs van die markt (2 tot 4 goud)
- naast een bron verzamelen ze water
- naast een mijn delven zij goud
- naast een tempel staan ze tot het einde van het spel
- naast een reliek-tegel krijgen zij een reliek

Daarna vult de speler zijn hand weer aan tot drie arbeiders-tegels.
Als alle arbeiders zijn uitgespeeld worden de tempels gewaardeerd: de stam met de meerderheid aan arbeiders bij de tempel krijgt van de goden meer goud dan de anderen. Ook de watervoorraad wordt gewaardeerd: te weinig water kost goud, een overschot levert nog goud op. De speler met het meeste goud wint het spel.

## Uitbreidingen
- Grote markt, 1 markt waar cacao 5 goud waard is.
- Gouden tempel, 1 tempel met een waardering van 8 en 1 ter vervanging van een tempel met 6 en 3.
- Vulkaan, 3 vulkanen ter vervanging van de goudmijnen, waarbij aan twee tegenoverliggende zijden de vulkaan 2 goud oplevert, aan de andere zijden de vulkaan 1 goud kost.
- Open plek, eenmaal twee acties naar keuze met de 1-1-1-1 stamlidtegel.
- Chocolatl, bevat 4 uitbreidingsmodules: landkaart, benadering, chocolade en hutten.
- Chocolatl-nieuwe opslagplaats, uitbreiding bij Chocolatl, 2 extra hutten met 3 extra opslagvelden
- Chocolatl-nieuwe hutten, uitbreiding bij Chocolatl, 3 nieuwe hutten
- Diamante, bevat 4 uitbreidingsmodules: edelsteenmijnen, levensboom, gunst van de keizer en nieuwe stamleden.

## Links
- Cacao op Bordgamegeek
- cacao bij 999 Games